# Bartelsmühle (Berg)
Bartelsmühle ist ein Gemeindeteil der Gemeinde Berg im Landkreis Hof (Oberfranken, Bayern).

## Geographie
Die Einöde befindet sich am Ostrand des Frankenwaldes am Übergang zu den hügeligen Vorbergen des Fichtelgebirges, nördlich des Hauptortes der Gemeinde Berg und nördlich des Geiersberges im Saaletal bei Hadermannsgrün sowie südlich von Eisenbühl. Der Zottelbach, ein Zufluss der Saale, berührt den Ort im Osten.
Eine Gemeindestraße verbindet den Ort mit dem Nachbarort Holler und der Kreisstraße HO 8 Richtung Eisenbühl.